# كأس رئيس الجمهورية اليمني 2012
كأس رئيس الجمهورية اليمني 2012 هي النسخة الرابعة عشر من بطولة كأس رئيس الجمهورية علما بأنها لم تقم في السنة السابقة بسبب قيام ثورة الشباب. الفائز بالبطولة سيتأهل للمشاركة في كأس الاتحاد الآسيوي 2013.
أقيمت المباراة النهائية في 26 نوفمبر 2012 حيث تغلب الأهلي تعز على الطليعة تعز بهدف بدون رد سجله عارف الحبيشي في الدقيقة 13 من زمن الشوط الأول والتي جمعت بينهما على ملعب علي محسن بصنعاء.